# Yuri (cantora mexicana)
Yuridia Valenzuela Canseco, ou simplesmente Yuri, (Veracruz, 6 de janeiro de 1964) é uma cantora mexicana. Fez turnê pelo Brasil em 1988, lançando a versão brasileira do LP «Isla del Sol».

## Discografia
| Ano  | Álbum                     |
| 1977 | Tú iluminas mi vida       |
| 1980 | Esperanzas                |
| 1981 | Llena de dulzura          |
| 1983 | Yuri: Sí, soy así         |
| 1984 | Karma Kamaleón            |
| 1985 | Yo te pido amor           |
| 1986 | Un corazón herido         |
| 1987 | Aire                      |
| 1988 | Isla del sol              |
| 1989 | Sui Generis               |
| 1990 | Soy libre                 |
| 1992 | Obsesiones                |
| 1993 | Nueva era                 |
| 1994 | Reencuentros              |
| 1995 | Espejos del alma          |
| 1996 | Más fuerte que la vida    |
| 1998 | Huellas                   |
| 2000 | Que tu fe nunca muera     |
| 2002 | Enamorada                 |
| 2004 | Yuri                      |
| 2006 | Acompáñame                |
| 2007 | En concierto              |
| 2008 | Mi Hijita Linda           |
| 2010 | Inusual                   |
| 2011 | Mi Tributo al Festival    |
| 2013 | Mi Tributo al Festival II |

## Turnês
- 1987: Yuri (Es ella más que yo)
- 1988: Isla del Sol
- 1993: Tour Obsesiones
- 1994: Tour Nueva Era
- 1996-1997: Tour Espejos del Alma
- 1998: Tour Más Fuerte Que Nunca
- 1999-2000: Tour Huellas
- 2001-2002: Tour Que la Nunca Muera
- 2003-2004: Tour Enamorada
- 2005: Tour A Lo Mexicano
- 2006-2007: Tour Vive la Historia
- 2008-2009: Yuri en Concierto
- 2011: Tour Inusual
- 2012-2013: Tour Mi Atributo al Festival
- 2014: Yuri en Concierto 2014
- 2015-2017: Invencible Tour
- 2017: Tan Cerquita Tour
- 2017-2019: Juntitas Tour con Pandora
- 2022-2024: Euforia Tour